# Frank Bonnet
Pour les articles homonymes, voir Bonnet.
Frank Bonnet, né le 3 octobre 1954 à Villejuif, est un athlète français, spécialiste du saut en hauteur.

## Palmarès
- Quarante sélections en équipe de France A (neuf victoires).
- Trois sélections en équipe de France Jeunes (deux victoires).

Il se révèle en 1973 en remportant la médaille d'or des championnats d'Europe juniors, à Duisbourg, avec un saut à 2,14 m.
Il termine troisième, lors d'une rencontre à Stuttgart entre l'URSS, la RFA et la France du concours du saut en hauteur à égalité de hauteur, 2,14 m avec le vainqueur, le soviétique Chapka.
En 1977, il est le meilleur performeur français de sa spécialité avec un saut de 2,22 m en devançant Aletti et Poaniewa [1].
Il remporte deux titres de champion de France du saut en hauteur, en 1981 en plein air et en 1982 en salle.
Il établit un nouveau record de France du saut en hauteur en franchissant 2,27 m à Antony le 14 juin 1981.

### International
| Date | Compétition                   | Lieu      | Résultat | Épreuve         | Performance |
| ---- | ----------------------------- | --------- | -------- | --------------- | ----------- |
| 1973 | Championnats d'Europe juniors | Duisbourg | 1er      | Saut en hauteur | 2,14 m      |

### National
Championnats de France Élite :
- - 1er et Champion de France du saut en hauteur en 1981 à Mulhouse.
- - 1er et Champion de France en salle du saut en hauteur en 1982 INSEP

## Records
| Épreuve         | Performance | Lieu   | Date |
| --------------- | ----------- | ------ | ---- |
| Saut en hauteur | 2,27 m      | Antony | 1981 |